# The Mysteries of Myra
The Mysteries of Myra foi um seriado mudo estadunidense, produzido em 1916, em preto e branco, pela International Film Service & Wharton, e distribuído pela Pathé Exchange. Sob a direção de Leopold e Theodore Wharton, foi protagonizado por Jean Sothern.
O seriado veiculou entre 24 de abril e 31 de julho de 1916, e enquanto era apresentada nos cinemas, uma novelização homônima, escrita por Eustace Hale Ball, era publicada simultaneamente em jornais. Atualmente, esse seriado é considerado perdido, pois apenas alguns fragmentos permanecem nos arquivos da Library of Congress.
Um livro, relatando detalhes da história criada por Hereward Carrington, adaptada por Charles Goddard, e novelizada por Eustace Hale Ball, foi lançado com mais de 200 fotografias do seriado, em 2010, pelo Serial Squadron.

## Elenco
- Jean Sothern	 ...	Myra Maynard
- Howard Estabrook ...	Dr. Payson Alden
- Allan Murnane ...	Arthur Varney
- M.W. Rale ...	Mestre da Black Order
- Bessie Wharton ...	Sra. Maynard
- Leroy Baker	 ...	Willis - The Maynards' Butler
- Elsie Baker
- F.W. Stewart
- Robin H. Townley

## Capítulos
Fonte:
1. “The Dagger of Dreams”  (24 de abril de 1916)
2. “The Poisoned Flower”  (1 de maio de 1916)
3. “The Mystic Mirrors” (8 de maio de 1916)
4. “The Wheel of Spirit” (15 de maio de 1916)
5. “The Fumes of Fear” (22 de maio de 1916)
6. “The Hypnotic Clue” (29 de maio de 1916)
7. “The Mystery Mind” (5 de junho de 1916)
8. “The Nether World” (12 de junho de 1916)
9. “Invisible Destroyer” (19 de junho de 1916)
10. “Levitation” (26 de junho de 1916)
11. “The Fire-Elemental” (3 de julho de 1916)
12. “Elixir of Youth” (10 de julho de 1916)
13. “Witchcraft” (17 de julho de 1916)
14. “Suspended Animation” (24 de julho de 1916)
15. “The Thought Monster” (31 de julho de 1916)

## Produção

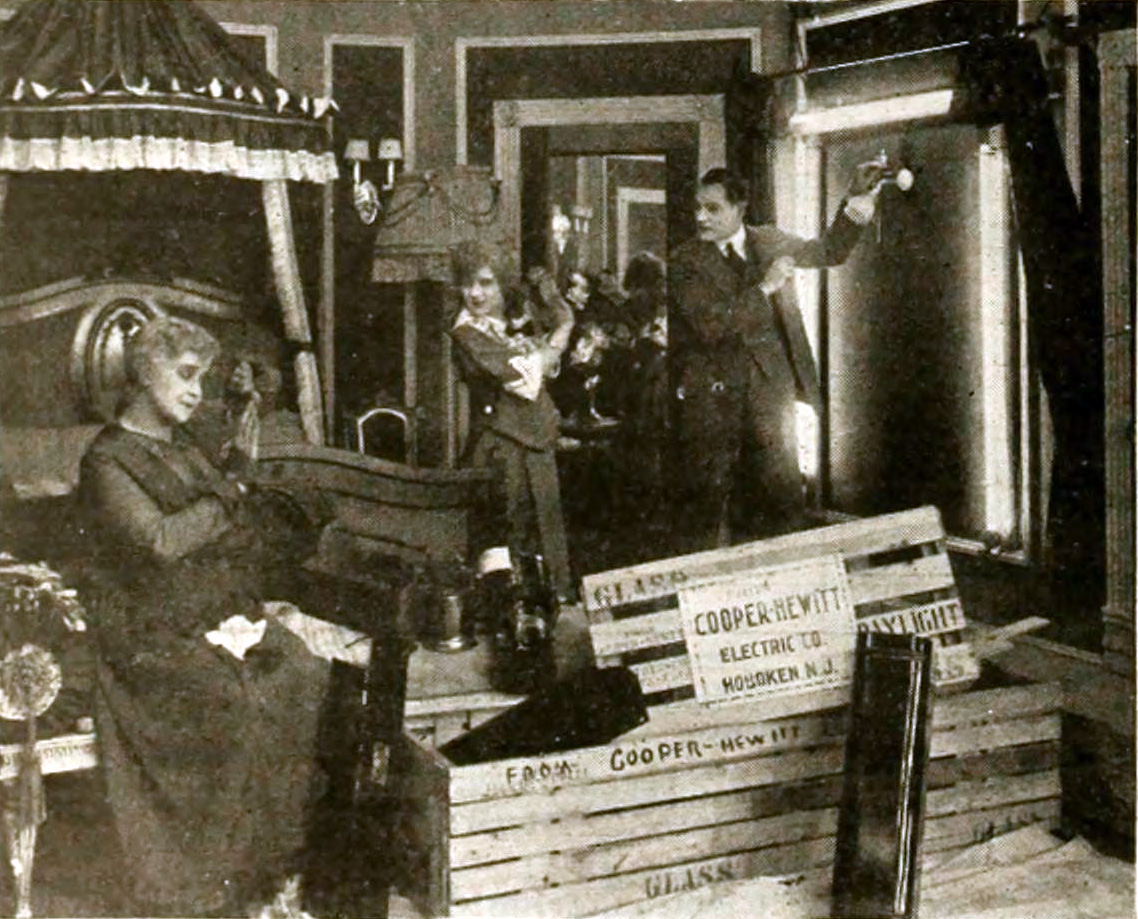
Uso da lâmpada de vapor de mercúrio, inventada por Peter Cooper Hewitt, durante a filmagem do seriado, para produzir efeitos visuais.

Para o seriado, Jean Sothern foi selecionada pelos autores Hereward Carrington e Charles Goddard. Carrington diria sobre ela: "Miss Sothern tinha "poderes mentais extraordinários", realizou uma série de testes psicológicos para o papel, sentindo que a protagonista "deve ser capaz de retratar as emoções de alguém sujeito às influências convincentes de uma vontade superior. Ela deve ter graça, elegância e uma personalidade que realmente alcance fora da tela, tome posse das pessoas e faça-os instintivamente, irresistivelmente, responderem a cada impulso e emoção com todas as emoções que a estrela experimente".
Curiosamente, durante as filmagens do seriado, Miss Sothern caiu vítima de uma circunstância incomum: "Em uma das cenas do novo drama, Myra visita o laboratório do Dr. Alden, o investigador psíquico. Ela apresentou-se diante de uma enorme máquina hipnotizante. As luzes estavam esmaecidas no laboratório, o interruptor estava ligado, e para o suave ronronar de um motor elétrico a roda enorme, com seus inumeráveis espelhos olhando, refratando e misturando-se com as luzes, começou a girar em alta velocidade. Após um período adequado de tempo, Dr. Alden foi direcionado para levar Miss Sothern novamente para a terra. Para o grande espanto de todos, Miss Sothern aparentemente não conseguia ouvir, e Estabrook a sacudiu violentamente. Ela abriu os olhos lentamente e depois de um momento, prosseguiu com a cena. Ela tinha realmente sido hipnotizada".
Durante algumas cenas do seriado, foi usada a lâmpada a vapor de mercúrio inventada por Peter Cooper Hewitt, para produzir efeitos visuais, durante a materialização do espírito de Black Master, no sétimo capítulo.